# 田嶌万友香
田嶌 万友香（たじま まゆか、1978年〈昭和53年〉7月29日 - ）は、コミュニケーションディレクター、元KSB瀬戸内海放送のアナウンサー。

## 来歴
愛知県名古屋市出身。名古屋大学経済学部卒業。

### 瀬戸内海放送に入社
2002年に入社。
高松本社で「サタデー倉敷」や「KSBニュースView」を担当後に岡山本社へ異動。2005年4月から2007年3月まで「KSBひるズ」メインキャスターを務める。アナウンス業務の他、岡山・香川の複数の記者クラブにも所属し（主に行政・経済系）取材もしていた。2010年に高松本社報道制作ユニットへ異動となった。
ドキュメンタリー番組の制作を得意としており、2007年4月、「赤いハンカチが消える〜郵政民営化に揺れる山里〜」を制作し、テレビ朝日系列で全国放送。「瀬戸内の色彩　パリで輝く」制作(2007年にパリ、ユネスコ本部での取材ロケ)。テレメンタリー2007年度優秀賞を受賞する。
記者としては素早いスクープよりも、調査して問題を掘り起こすことをミッションに香川県議会の政務活動費使途（「意見交換会費」としてご祝儀的な支出が多額に及ぶこと ）の調査報道や、「不育症」をいち早く取り上げてテレビ朝日の報道ステーションでの放送に至った。
2016年4月から2019年6月まで「KSBスーパーJチャンネル」メインキャスターを務める。
2017年にANNアナウンサー賞をKSB初の受賞。
2017年から2019年にかけて、報道ニュースデスクを務め、Yahoo!ニュースやLINEニュースの配信も担当。
2020年9月に退社。

### フリーとして
2020年に独立して、コミュニケーション・PRプランナーとして活動をスタートさせる。

## 人物
3児の母である。夫は元同じ職場KSB瀬戸内海放送のニュース・ドキュメンタリーの制作者。

## 過去の担当番組
- KSBひるズ（メインキャスター、2005年4月 - 2007年3月）
- KSBニュースView(火曜)
- サタデー倉敷
- 情報スパーク! KSBひるズ（司会、2004年10月 - 2009年3月）
- 麺通団と週刊!超うどんランキング（ナレーション）
- KSBスーパーJチャンネル(メインキャスター、2016年4月 - 2019年6月)